# Харківський державний театр революції
Ха́рківський Держа́вний Теа́тр Револю́ції, діяв в 1931 — 1937 роках, як експозитура Всеукраїнської спілки пролетарських письменників, спрямована проти «Березоля».

## Історія
Створений з акторів Одеського Театру Революції, харківських театрів і Київського Театру ім. І. Франка, під мистецьким керівництвом М. Терещенка (літ. керівник — І. Микитенко; декоратори — А. Петрицький і Б. Косарєв; композитори — М. Вериківський і Б. Яновський; балетмейстер — П. Вірський та ін.).
Визначні актори: Ю. Шумський, В. Варецька, М. Дикова, П. Столяренко-Муратів, В. Сокирко, В. Маслюченко, П. Міхневич, О. Горська, Г. Крижанівська-Галицька та ін.
У репертуарі театру були п'єси І. Микитенка («Маруся Шурай», «Соло на флейті», «Дівчата нашої країни»), І. Кочерги («Майстри часу»), О. Афіногенова («Страх») та інших російських і світових драматургів.
В 1937, після ліквідації «Березоля», Харківський Державний Театр Революції об'єднано з Харківським театром робітничої молоді під назвою Харківський Театр ім. Ленінського комсомолу. 1940 його переведено на Буковину під новою назвою Чернівецький український музично-драматичний театр імені Ольги Кобилянської.